# Segunda División 2022 (Uruguay)
Het seizoen 2022 van de Segunda División was het 81e seizoen van deze Uruguayaanse voetbalcompetitie op het tweede niveau. De competitie begon op 19 maart en eindigde op 30 oktober 2022.

## Teams
Er namen twaalf ploegen deel aan de Segunda División tijdens het seizoen 2022. Drie ploegen waren vorig seizoen vanuit de Primera División gedegradeerd (CA Progreso, IA Sud América en CSD Villa Española), zeven ploegen wisten zich vorig seizoen te handhaven op dit niveau en CS Miramar Misiones (kampioen) en La Luz FC (tweede, winnaar van de barragewedstrijden) promoveerden vanuit de Primera División Amateur.
Zij kwamen in de plaats voor de gepromoveerde Albion FC (kampioen), Danubio FC (tweede) en Defensor Sporting Club (vierde, winnaar van de nacompetitie). CA Villa Teresa (verliezer van de barragewedstrijden) en Rocha FC degradeerden vorig seizoen naar het derde niveau.
| Club                      | Stad        | Stadion                         | Capaciteit | Vorig seizoen |
| ------------------------- | ----------- | ------------------------------- | ---------- | ------------- |
| CA Atenas                 | San Carlos  | Estadio Ateniense               | 6.500      | 9e            |
| Central Español FC        | Montevideo  | Estadio Parque Palermo          | 4.072      | 6e            |
| CA Cerro                  | Montevideo  | Estadio Luis Tróccoli           | 25.000     | 5e            |
| CA Juventud               | Las Piedras | Estadio Juventud Parque Artigas | 6.148      | 7e            |
| La Luz FC                 | Montevideo  | Estadio Parque Palermo          | 4.072      | 2e (1ªA)      |
| CS Miramar Misiones       | Montevideo  | Estadio Parque Palermo          | 4.072      | 1e (1ªA)      |
| CA Progreso               | Montevideo  | Estadio Parque Abraham Paladino | 3.200      | 12e (1ª)      |
| Racing Club de Montevideo | Montevideo  | Estadio Parque Palermo          | 4.072      | 3e            |
| Rampla Juniors FC         | Montevideo  | Estadio Olímpico Pedro Arispe   | 6.190      | 10e           |
| IA Sud América            | Montevideo  | Estadio Parque Palermo          | 4.072      | 14e (1ª)      |
| Uruguay Montevideo FC     | Montevideo  | Estadio Parque Palermo          | 4.072      | 8e            |
| CSD Villa Española        | Montevideo  | Estadio Obdulio Varela          | 3.000      | 16e (1ª)      |

## Competitie-opzet
De competitie werd gespeeld van 19 maart tot 25 september 2022 en bestond uit twee delen: het Torneo Competencia en het reguliere seizoen. In het Torneo Competencia werden de clubs in twee groepen verdeeld waar ze elk eenmaal tegen elkaar speelden. De groepswinnaars speelden vervolgens de finale tegen elkaar. In het reguliere seizoen speelden alle ploegen vervolgens tweemaal tegen elkaar.
De nummers één en twee van de totaalstand (Torneo Competencia en regulier seizoen) promoveerden naar de Primera Division. De nummers drie tot en met vijf en de winnaar van het Torneo Competencia kwalificeerden zich voor de play-offs, waarin werd gestreden om de derde promotieplaats. Indien de winnaar van het Torneo Competencia in de top-vijf eindigde mocht ook de nummer zes meedoen aan de play-offs.

## Torneo Competencia
Het Torneo Competencia werd gespeeld van 19 maart tot en met 24 april. De ploegen werden verdeeld in twee groepen van zes en speelden daarin een halve competitie. De groepswinnaars streden vervolgens tegen elkaar met deelname aan de play-offs om promotie als inzet.
Groep A leek Racing Club de Montevideo de sterkere ploeg. In de eerste speelronde was Rampla Juniors FC de enige die wist te winnen, maar een week later verloren ze van Racing Club. Nadat Racing Club ook de derde en vierde wedstrijd wist te winnen hadden ze alles in eigen hand om groepswinnaar te worden. Ze verloren het slotduel echter van CS Miramar Misiones. Rampla Juniors won hun laatste wedstrijd met 5–0 van Central Español FC en eindigde daardoor op gelijke hoogte met Racing Club. Op basis van gemaakte doelpunten was het echter alsnog Racing dat eerste werd.
In Groep B was La Luz FC de betere ploeg. Zij wonnen hun eerste drie wedstrijden allemaal met 1–0 en verzekerde zich middels een 3–1 zege op CSD Villa Española van groepswinst terwijl er nog een wedstrijd te spelen was. De promovendus wist ook die laatste wedstrijd tegen CA Cerro te winnen.
In de finale troffen Racing Club en La Luz elkaar. Racing kwamen kort voor rust op 1–0 en in de blessuretijd van de tweede helft verdubbelden ze die marge. Daarmee kroonden de Cerveceros zich tot winnaar van het Torneo Competencia.

### Groep A
|    | Club                      | Sp. | W | G | V | Pnt. | DV | DT | DS |
| -- | ------------------------- | --- | - | - | - | ---- | -- | -- | -- |
| 1. | Racing Club de Montevideo | 5   | 3 | 1 | 1 | 10   | 9  | 4  | +5 |
| 2. | Rampla Juniors FC         | 5   | 3 | 1 | 1 | 10   | 8  | 3  | +5 |
| 3. | CS Miramar Misiones       | 5   | 2 | 2 | 1 | 8    | 7  | 7  | 0  |
| 4. | IA Sud América            | 5   | 2 | 1 | 2 | 7    | 4  | 5  | –1 |
| 5. | Uruguay Montevideo FC     | 5   | 2 | 0 | 3 | 6    | 6  | 7  | –1 |
| 6. | Central Español FC        | 5   | 0 | 1 | 4 | 1    | 2  | 10 | –8 |

### Groep B
|    | Club               | Sp. | W | G | V | Pnt. | DV | DT | DS |
| -- | ------------------ | --- | - | - | - | ---- | -- | -- | -- |
| 1. | La Luz FC          | 5   | 5 | 0 | 0 | 15   | 8  | 2  | +6 |
| 2. | CA Progreso        | 5   | 3 | 0 | 2 | 9    | 6  | 5  | +1 |
| 3. | CA Atenas          | 5   | 2 | 1 | 2 | 7    | 4  | 4  | 0  |
| 4. | CA Juventud        | 5   | 1 | 2 | 2 | 5    | 4  | 5  | –1 |
| 5. | CA Cerro           | 5   | 1 | 1 | 3 | 4    | 5  | 7  | –2 |
| 6. | CSD Villa Española | 5   | 1 | 0 | 4 | 3    | 5  | 9  | –4 |

### Legenda
| Kleur | Kwalificatie voor         |
| ----- | ------------------------- |
|       | Finale Torneo Competencia |

### Finale
|                                 |           |               |                           |                                                                           |
| 24 april 2022 10:00 uur (UTC−3) | La Luz FC | 0 - 2         | Racing Club de Montevideo | Estadio Centenario, Montevideo Scheidsrechter: Mathias De Armas (Uruguay) |
| 24 april 2022 10:00 uur (UTC−3) |           | Verslag (AUF) | 43' Gorocito 90+6' Vera   | Estadio Centenario, Montevideo Scheidsrechter: Mathias De Armas (Uruguay) |

## Regulier seizoen
La Luz FC had de meeste punten behaald in het Torneo Competencia en begon daardoor als klassementsleider aan het reguliere seizoen. Na drie wedstrijden raakten ze die positie al kwijt aan Racing Club de Montevideo, dat alle drie de wedstrijden had gewonnen, terwijl La Luz vier punten had behaald. In de vijfde speelronde heroverde La Luz de leiding door Racing Club met 1–0 te verslaan. Na overwinningen op Rampla Juniors FC en CA Progreso sloot La Luz de eerste helft van het reguliere seizoen echter af zonder zege in de laatste vier duels (drie remises en een nederlaag), waardoor ze ondertussen weer door Racing waren ingehaald. Halverwege het reguliere seizoen had Racing vier punten voorsprong op La Luz. Uruguay Montevideo FC stond op de derde plek met negen punten minder, terwijl CA Cerro (vierde) al zeventien punten achterstand had op de koppositie.
Hoewel Racing het tweede deel van het reguliere seizoen begon met een zege op CA Juventud wisten ze van de zes daaropvolgende wedstrijden er maar één te winnen. Met de naaste belagers La Luz en Uruguay Montevideo deelden ze de punten en omdat die ploegen ook puntverlies leden bleef Racing op kop. Cerro was erin geslaagd om de derde plek over te nemen, maar zij hadden nog altijd twaalf punten achterstand. Op 2 september won Racing van IA Sud América en ze verzekerden zich daarmee van een plek in de top-twee. Hierdoor keerde Racing voor het eerst sinds 2019 weer terug naar de Primera División. Een dag later verzekerde ook La Luz zich van promotie: zij versloegen Uruguay Montevideo en promoveerden daardoor voor het eerst in hun bestaan naar het hoogste niveau.
Voor Racing Club en La Luz ging het in het slot van de competitie nog om de titel. Die werd beslist in de laatste speelronde: Racing had een voorsprong van drie punten en had dus genoeg aan een gelijkspel of aan puntverlies van La Luz. Dit gebeurde allebei: La Luz verloor van Sud América terwijl Racing zich middels een 2–1 zege op CSD Villa Española tot kampioen kroonde. In de twee-na-laatste speelronde waren Cerro, Uruguay Montevideo en CS Miramar Misiones bevestigd als deelnemers aan de play-offs. De vierde ploeg die hier aan mee zou doen werd ook op de laatste speeldag beslist. Rampla Juniors FC versloeg Miramar Misiones en behield daarmee de zesde plaats.

### Klassement regulier seizoen
|     | Club                      | Sp. | W  | G  | V  | Pnt. | DV | DT | DS  |
| --- | ------------------------- | --- | -- | -- | -- | ---- | -- | -- | --- |
| 1.  | Racing Club de Montevideo | 22  | 14 | 5  | 3  | 47   | 31 | 14 | +17 |
| 2.  | Uruguay Montevideo FC     | 22  | 11 | 5  | 6  | 38   | 29 | 22 | +7  |
| 3.  | CA Cerro                  | 22  | 10 | 7  | 5  | 37   | 26 | 23 | +3  |
| 4.  | La Luz FC                 | 22  | 9  | 9  | 4  | 36   | 27 | 21 | +6  |
| 5.  | CS Miramar Misiones       | 22  | 8  | 8  | 6  | 32   | 31 | 25 | +6  |
| 6.  | IA Sud América            | 22  | 7  | 5  | 10 | 26   | 23 | 33 | –10 |
| 7.  | CA Atenas                 | 22  | 5  | 7  | 10 | 25   | 20 | 21 | –1  |
| 8.  | Rampla Juniors FC         | 22  | 7  | 4  | 11 | 25   | 24 | 28 | –4  |
| 9.  | CSD Villa Española        | 22  | 6  | 6  | 10 | 24   | 22 | 28 | –6  |
| 10. | CA Progreso               | 22  | 4  | 10 | 8  | 22   | 17 | 22 | –5  |
| 11. | CA Juventud               | 22  | 5  | 7  | 10 | 22   | 15 | 23 | –8  |
| 12. | Central Español FC        | 22  | 5  | 9  | 8  | 21   | 20 | 25 | –5  |

## Totaalstand
|     | Club                      | Sp. | W  | G  | V  | Pnt. | DV | DT | DS  |
| --- | ------------------------- | --- | -- | -- | -- | ---- | -- | -- | --- |
| 1.  | Racing Club de Montevideo | 27  | 17 | 6  | 4  | 57   | 40 | 18 | +22 |
| 2.  | La Luz FC                 | 27  | 14 | 9  | 4  | 51   | 35 | 23 | +12 |
| 3.  | Uruguay Montevideo FC     | 27  | 13 | 5  | 9  | 44   | 35 | 29 | +6  |
| 4.  | CA Cerro                  | 27  | 11 | 8  | 8  | 41   | 31 | 30 | +1  |
| 5.  | CS Miramar Misiones       | 27  | 10 | 10 | 7  | 40   | 38 | 32 | +6  |
| 6.  | Rampla Juniors FC         | 27  | 10 | 5  | 12 | 35   | 32 | 31 | +1  |
| 7.  | IA Sud América            | 27  | 9  | 6  | 12 | 33   | 27 | 38 | –11 |
| 8.  | CA Atenas                 | 27  | 7  | 8  | 12 | 32   | 24 | 25 | –1  |
| 9.  | CA Progreso               | 27  | 7  | 10 | 10 | 31   | 23 | 27 | –4  |
| 10. | CA Juventud               | 27  | 6  | 9  | 12 | 27   | 19 | 28 | –9  |
| 11. | CSD Villa Española        | 27  | 7  | 6  | 14 | 27   | 27 | 37 | –10 |
| 12. | Central Español FC        | 27  | 5  | 10 | 12 | 22   | 22 | 35 | –13 |

### Legenda
| Kleur | Kwalificatie voor                                |
| ----- | ------------------------------------------------ |
|       | Promotie naar de Primera División                |
|       | Play-offs voor promotie naar de Primera División |

## Play-Offs
De Play-Offs werden gespeeld op 1, 2, 8 en 9 oktober (halve finales) en op 16 en 22 oktober 2022 (finale). De ploegen die op de derde tot en met zesde plek waren geëindigd in de competitie namen deel aan de play-offs. Racing Club de Montevideo (winnaar Torneo Competencia) zou de plek van de nummer zes hebben in mogen nemen indien ze zelf in het rechterrijtje waren geëindigd, maar omdat ze kampioen waren geworden kon ook het als zesde geëindigde Rampla Juniors FC meedoen.
De winnaar van deze knock-outwedstrijden promoveerde naar de Primera División. Bijj een gelijke stand in de halve finales ging de ploeg die hoger was geëindigd in het klassement door naar de finale. Bij een gelijke stand in de finale werd er verlengd en, indien nodig, strafschoppen genomen.
De play-offs werden gewonnen door CA Cerro. De halve finale tegen CS Miramar Misiones eindigde gelijk (waardoor Cerro zich kwalificeerde omdat ze hoger waren geëindigd) en in de finale tegen Rampla Juniors hadden ze aan een doelpunt genoeg. Na hun degradatie in 2020 keerden de Villeros dus na twee jaar weer terug naar het hoogste niveau.

### Wedstrijdschema
|  | Halve finale | Halve finale       | Halve finale | Halve finale | Halve finale |   |                  | Finale         | Finale | Finale | Finale | Finale |
|  |              |                    |              |              |              |   |                  |                |        |        |        |        |
|  | 6            | Rampla Juniors     | 1            | 1            | 2            |   |                  |                |        |        |        |        |
|  | 3            | Uruguay Montevideo | 0            | 1            | 1            |   |                  |                |        |        |        |        |
|  | 3            | Uruguay Montevideo | 0            | 1            | 1            |   | 6                | Rampla Juniors | 0      | 0      | 0      |        |
|  |              |                    |              |              |              |   | 6                | Rampla Juniors | 0      | 0      | 0      |        |
|  |              | 3                  | Cerro        | 1            | 0            | 1 |                  |                |        |        |        |        |
|  | 5            | 3                  | Cerro        | 1            | 0            | 1 | Miramar Misiones | 0              | 3      | 3      |        |        |
|  | 5            |                    |              |              |              |   | Miramar Misiones | 0              | 3      | 3      |        |        |
|  | 4            | Cerro (comp.)      | 2            | 1            | 3            |   |                  |                |        |        |        |        |

## Topscorers
Diego Vera van kampioen Racing Club de Montevideo scoorde zestien goals en werd daarmee topscorer van de competitie.
| №  | Speler               | Club                      | Goals |
| -- | -------------------- | ------------------------- | ----- |
| 1. | Diego Vera           | Racing Club de Montevideo | 16    |
| 2. | Nicolás González     | CA Cerro                  | 12    |
| 3. | Maximiliano Lombardi | CS Miramar Misiones       | 10    |
| 4. | Matías Alonso        | Uruguay Montevideo FC     | 9     |
| 4. | Agustín Navarro      | IA Sud América            | 9     |

## Degradatie
Omdat de Segunda División werd uitgebreid naar veertien ploegen was er geen directe degradatie naar de Primera División Amateur. Wel moesten er twee ploegen Repechaje (nacompetitie) spelen: dit waren de ploegen die over de laatste twee seizoenen het minste punten hadden verzameld in de competitie (exclusief play-offs). Het aantal behaalde punten werd gedeeld door het aantal gespeelde duels, aangezien niet alle ploegen beide seizoenen in de Segunda División speelden. Deze ploegen moesten het opnemen tegen de nummers drie en vier van de Primera División Amateur.
Pas op de laatste speeldag werd bekend welke ploegen zich veilig hadden gespeeld en welke nog niet zeker waren van hun plekje in de Segunda División. Central Español FC, CA Atenas, Rampla Juniors FC en CSD Villa Española liepen met nog een wedstrijd te gaan risico om nacompetitie te moeten spelen. Villa Española moest winnen, maar verloor van kampioen Racing Club de Montevideo en eindigde daardoor op de laatste plaats in de degradatietabel. Atenas en Rampla Juniors stonden gedeeld een-na-laatste, maar wonnen allebei hun laatste wedstrijd. Central Español had daardoor niet genoeg aan een gelijkspel tegen CA Progreso en werd ook veroordeeld tot de nacompetitie.
|     | Club                      | Sp. | 2021  | 2022 | Tot. | Gem. |
| --- | ------------------------- | --- | ----- | ---- | ---- | ---- |
| 1.  | Racing Club de Montevideo | 49  | 38    | 57   | 95   | 1,94 |
| 2.  | La Luz FC                 | 27  | (1ªA) | 51   | 51   | 1,89 |
| 3.  | CA Cerro                  | 49  | 37    | 41   | 78   | 1,59 |
| 4.  | CS Miramar Misiones       | 27  | (1ªA) | 40   | 40   | 1,48 |
| 5.  | Uruguay Montevideo FC     | 49  | 25    | 44   | 69   | 1,41 |
| 6.  | IA Sud América            | 27  | (1ª)  | 33   | 33   | 1,22 |
| 7.  | CA Progreso               | 27  | (1ª)  | 31   | 31   | 1,15 |
| 8.  | CA Atenas                 | 49  | 24    | 32   | 56   | 1,14 |
| 9.  | CA Juventud               | 49  | 29    | 27   | 56   | 1,14 |
| 10. | Rampla Juniors FC         | 49  | 21    | 35   | 56   | 1,14 |
| 11. | Central Español FC        | 49  | 33    | 22   | 55   | 1,12 |
| 12. | CSD Villa Española        | 27  | (1ª)  | 27   | 27   | 1,00 |

### Legenda
| Kleur | Resultaat                                                         |
| ----- | ----------------------------------------------------------------- |
|       | Barragewedstrijden tegen degradatie naar Primera División Amateur |